# Prassoníssi (Rhodes)
Pour les articles homonymes, voir Prasonísi.
Prasonisi ou Prassoníssi (en grec moderne : Πρασονήσι) est une île grecque située dans le sud de la mer Égée reliée par une langue de terre à l'île de Rhodes dans le Dodécanèse. Son nom signifie l'« île verte ». Une seconde Prasonisi fait partie des Alcyonides, dans le golfe de Corinthe.

## Géographie
Prasonisi est une île voire une partie de Rhodes en raison de la langue de terre qui la relie à l'île principale par un isthme lors des plus basses marées de l'année. Elle est située à 92 km de la ville de Rhodes et à 40 km de Lindos à l'extrême pointe sud-ouest de Rhodes. Elle fait 2 km de longueur et 1,5 km de largeur maximales pour une superficie de 3 km2.
À Prasonisi, pendant l’été, une étroite bande de sable alluvial (d’une longueur de 500 mètres) relie l’île à Rhodes et divise la mer des Carpates en deux. Pendant l’hiver, le chemin de sable est couvert par les marées et son approche à pied ou en voiture est impossible.
Prasonisi est un habitat protégé par Natura 2000, avec le code GR4210031.

## Économie
L'île est important lieu de sports de glisse : planche à voile, kitesurfing...